# Neivamyrmex nordenskioldii
Neivamyrmex nordenskioldii es una especie de hormiga guerrera del género Neivamyrmex, subfamilia Dorylinae. 

## Distribución
Esta especie se encuentra en Bolivia y Perú.